# Ngadem
Ngadem is een bestuurslaag in het regentschap Rembang van de provincie Midden-Java, Indonesië. Ngadem telt 1419 inwoners (volkstelling 2010).